# Cours (Lot-et-Garonne)
Cours település Franciaországban, Lot-et-Garonne megyében. Lakosainak száma 193 fő (2022. január 1.). Cours Dolmayrac, Laugnac, Montpezat, Prayssas és Sembas községekkel határos.

## Népesség
A település népességének változása:
| Lakosok száma | 192  | 157  | 205  | 204  | 202  | 202  | 202  | 198  | 196  | 193  |
|               | 1968 | 1982 | 1990 | 2006 | 2013 | 2015 | 2017 | 2019 | 2020 | 2022 |